# ParisTech
ParisTech (Institut des sciences et technologies de Paris, tj. Pařížský institut věd a technologií) je síť několika grandes écoles. Všichni členové ParisTech jsou také členy Conférence des grandes écoles. Od roku 2006 do konce roku 2013 byl ParisTech členem IDEA League.

## Členové
- École nationale des ponts et chaussées
- Arts et Métiers ParisTech
- École nationale de la statistique et de l'administration économique
- École nationale supérieure de chimie de Paris
- École nationale supérieure des mines de Paris
- École des hautes études commerciales de Paris
- École nationale supérieure de techniques avancées
- École nationale supérieure des télécommunications
- École supérieure de physique et de chimie industrielles de la ville de Paris
- Institut des sciences et industries du vivant et de l'environnement
- Institut d'Optique Graduate School